# گمینا لیبیانژ
گمینا لیبیانژ (به لهستانی:  Gmina Libiąż) یک گمینا در لهستان است که در شهرستان خژانوف واقع شده‌است. گمینا لیبیانژ ۵۷٫۲ کیلومتر مربع مساحت و ۲۲٬۹۰۰ نفر جمعیت دارد.